# ウズベキスタン女子サッカー選手権
ウズベキスタン女子サッカー選手権（英語: Uzbekistan women's football championship）は、ウズベキスタン女子サッカー・女子フットサル・ビーチサッカー協会 (英語: Uzbekistan Women's Football, Women's Futsal and Beach Soccer Association、略称：ウズベキスタン女子サッカー協会、UWFA)傘下で運営する、ウズベキスタン国内における女子サッカーの最高峰リーグである。2012年現在、8チームが在籍している。

## 概要
リーグはチャンピオンシップという名称であるが、リーグ戦形式で開催されている。
女子サッカーの全国選手権は1997年に8チームが参加して始まった。2008年12月のウズベキスタンサッカー連盟理事会において、ウズベキスタン女子サッカー・女子フットサル・ビーチサッカー協会 (UWFA) が作成されることが明らかになった。以降、リーグはUWFAの管轄下に入ることになった。

## 参加チーム（2012シーズン)
参加チームは以下のとおりである。
| クラブ名                     | 英語表記              | 本拠地         |
| ---------------------------- | --------------------- | -------------- |
| PFCセヴィンチ                | PFC Sevinch           | カルシ         |
| PFCアンディジャンカ          | PFC Andizhanka        | アンディジャン |
| ZHFKチルチク                 | ZHFK Chirchik         | チルチク       |
| ZHFKクシュベギ・オリンピック | ZHFK Kushbegi Olympic | タシュケント   |
| ZHFKオリンピア               | ZHFK Olympia          | カルシ         |
| ZHFKジザフ                   | ZHFK Jizzakh          | ジザフ         |
| ZHFKニホル                   | ZHFK Nikhol           | ナマンガン     |
| ZHFKシェルドル               | ZHFK Sherdor          | サマルカンド   |

## 歴代優勝チーム
各シーズン優勝チームのリスト。
| 年   | 優勝チーム         |
| ---- | ------------------ |
| 1996 | アンディジャンカ   |
| 1997 | アンディジャンカ   |
| 1998 | アンディジャンカ   |
| 1999 | アンディジャンカ   |
| 2000 | アンディジャンカ   |
| 2001 | アンディジャンカ   |
| 2002 | アンディジャンカ   |
| 2003 | アンディジャンカ   |
| 2004 | セヴィンチ・カルシ |
| 2005 | アンディジャンカ   |
| 2006 | セヴィンチ・カルシ |
| 2007 | セヴィンチ・カルシ |
| 2008 | セヴィンチ・カルシ |
| 2009 | セヴィンチ・カルシ |
| 2010 |                    |
| 2011 |                    |
| 2012 |                    |